# Marc Sway
Marc Sway, bürgerlicher Name Stefan Marc Bachofen (* 25. Juni 1979 in Männedorf), ist ein Schweizer Pop-Rock-Musiker.

## Leben
Marc Sways Mutter stammt aus Brasilien, sein Vater ist Schweizer, er wuchs zweisprachig (Schweizerdeutsch/Portugiesisch) auf, entsprechend finden diese beiden Sprachen – neben Englisch – auch in seiner Musik Verwendung.
Schon früh kam er mit Musik in Berührung: Sein Vater ist Rock- und Blues-Sänger und spielte Querflöte und Saxophon in einer Rockband, seine Mutter ist von Beruf Tanzlehrerin. Sway wurde dadurch sowohl von der Rockmusik als auch von brasilianischen Stilen und Rhythmen wie Samba und Bossa Nova beeinflusst.
In seiner Jugend sang Marc Sway in einem Gospelchor, wo er erste Erfahrungen sammeln konnte. Mit 16 hatte er die Möglichkeit, zusammen mit Julinho Martins und seiner Band am Montreux Jazz Festival aufzutreten. Zusammen mit seinem Vater, seinem Musiklehrer Dennis Roshard und weiteren Profi-Musikern hatte er mit der Band „Just for Fun“ die Möglichkeit, viel Erfahrung zu sammeln. Mit 17 Jahren gewann Marc Sway seinen ersten Talentwettbewerb.
2002 erhielt er schliesslich einen Plattenvertrag bei BMG in München. Sways Debütalbum Marc's Way wurde darauf im Juli 2003 veröffentlicht und hielt sich sechs Wochen in den Schweizer Album-Charts. Der Titelsong „Natural High“ wurde von den Deutschen Radios so oft gespielt, dass er unter die Top 10 der Deutschen Airplay-Charts kam. Berichte und Interviews im Bravo, Bild, Gala, Blick und Auftritte in verschiedenen deutschen, Schweizer und österreichischen Fernsehsendungen machten ihn bekannt. Die Single Ready for the Ride erreichte Platz 67 der Schweizer Top 100.
2006 interpretierte Sway zusammen mit Daniel Kandlbauer, Kisha und Tanja Dankner den offiziellen Song von Swiss Olympic für die Olympischen Winterspiele 2006 in Turin. Das Lied mit dem Titel We're on Fire schaffte es im Januar 2006 in die Schweizer Charts (Höchstposition: 29). Im selben Jahr war er Teilnehmer der Doku-Soap Der Match des Schweizer Fernsehens.
2007 wurde das von ihm komponierte Lied Hemmigslos liebe, ein auf Schweizerdeutsch gesungenes Duett Sways mit der MusicStar-Siegerin von 2007, Fabienne Louves, veröffentlicht und erreichte auf Anhieb Platz sieben in den Schweizer Single-Charts und hielt sich wochenlang in den Top 100.
2008 veröffentlicht Sway die Single „Severina“, ein Lied, das er zur Hochzeit für seine Frau geschrieben hatte. Es eroberte gleich Platz 10 der Schweizer Single-Hitparade. Mit seinem zweiten Album, „One Way“, doppelte Sway nach, gelangte ebenfalls auf vorderste Plätze der Schweizer Hitparade und hielt sich einige Wochen unter den Top 100.
2009 wurde er bei den Swiss Music Awards mit „Severina“ für den besten Schweizer Song nominiert und spielte innerhalb eines Jahres ab Sommer 2008 gegen 100 Konzerte. Er ist seit Januar 2013 Jurymitglied und Coach in der Gesangs-Castingshow The Voice of Switzerland. 2014 steuerte Sway mit „I can see the world“ den Schweizer WM-Song zur Fussball-Weltmeisterschaft im Heimatland seiner Mutter bei.
2018 hatte er zusammen mit dem befreundeten Zürcher Rapper Bligg mit Us Mänsch einen  Hit, der ihm seine erste Platin-Auszeichnung und eine weitere Swiss-Music-Award-Nominierung brachte. Nachdem beide zwei Jahre später eine weitere Chartsingle hatten, schlossen sie sich zeitlich befristet zum Projekt Blay zusammen. Das gemeinsame Album Heimspiel brachte Sway im Mai 2021 erstmals auf Platz eins der Schweizer Albumcharts.
2024 nahm er an der fünften Staffel von Sing meinen Song – Das Schweizer Tauschkonzert teil.

## Diskografie

### Alben
- 2003: Marc’s Way
- 2008: One Way
- 2010: Tuesday Songs
- 2012: Soul Circus
- 2014: Black & White
- 2019: Way Back Home
- 2020: Sorry Mama

### Singles
- 2003: Natural High
- 2003: Ready for the Ride
- 2006: We Are on Fire! (mit Daniel Kandlbauer, Kisha & Tanja Dankner)
- 2007: Hemmigslos liebe (mit Fabienne Louves)
- 2008: Severina
- 2010: Losing
- 2011: Din Engel
- 2012: Non, Non, Non
- 2013: Wa du bisch (mit Sina)
- 2014: Feel the same
- 2018: Us Mänsch (mit Bligg zusammen gesungen)
- 2018: Beat of My Heart
- 2021: Denkmal (Blay = Bligg + Marc Sway)

## Filmografie
- 2020: Eden für jeden